# Acacia cyperophylla
Acacia cyperophylla é uma espécie de leguminosa do gênero Acacia, pertencente à família Fabaceae.